# Кочкоров, Улукбек Тойчубаевич
Улукбек Тойчубаевич Кочкоров (24 июня 1974, Кара-Бак, Баткенский район, Баткенская область) — киргизский политический и общественный деятель, депутат V созыва Жогорку Кенеша КР, работал заместителем председателя Комитета по экономической и фискальной политике. Ныне председатель Политической партии «Жаны Доор», министр труда и социального развития.

## Биография
Родился 24 июня 1974 года в селе Кара-Бак Баткенской области КР, в семье служащих. Отец Тойчубай Кочкоров работал главным инженером в Баткенском районном сельхозуправлении. Мать Багниса Абдиламитова работала бухгалтером в РТС «Сельхозтехника»
После окончания средней школы Улукбек Кочкоров в 1991 году поступил на экономический факультет Кыргызского государственного университета, в 1995 году окончил его по специальности «Финансы и кредит». В 1997 году прошёл обучение на Высших курсах Государственного комитета национальной безопасности КР им. генерал-лейтенанта А. К. Бакаева. В 2003 году получил второе высшее образование в Кыргызском национальном университете им. Ж.Баласагына по специальности «Правоведение». В 2001 году прошёл курс повышения квалификации в Академии федеральной службы безопасности Российской Федерации.
Начал трудовую деятельность ведущим специалистом по бюджету в Свердловском райфинотделе. Далее с 1995 года продолжил свою трудовую деятельность в Министерстве финансов и экономики КР в должности ведущего специалиста отдела АПК и сельского хозяйства. В 1997 году перешёл на работу в органы национальной безопасности КР, где прошёл путь от младшего оперуполномоченного до начальника управления, занимаясь вопросами экономической безопасности. Имеет воинское звание полковник запаса.
В 2009—2010 гг. работал начальником управления Государственного комитета по налогам и сборам КР. В 2011 году был избран депутатом Жогорку Кенеша КР V созыва. Занимал должность заместителя председателя Комитета по экономической и фискальной политике. Являлся инициатором и автором около 30 законодательных актов. Имеет классный чин Государственного советника государственной службы 3 класса.
С начала 2017 года по настоящее время Председатель политической партии «Жаны Доор».
Женат, воспитывает пятерых детей. Супруга Латипова Шайыргуль работает врачом невропатологом в Национальном госпитале Минздрава КР.